# رشيد تركي
رشيد تركي (1 يناير 1918 تونس تونس - 1 يناير 2003) هو لاعب كرة قدم تونسي.